# Magdalena Zeger
Magdalena Zeger (* um 1491; † 16. Januar 1568 in Kolding) war eine Kalendermacherin sowie Astronomin und Astrologin. Erhalten sind ihre Hamburger Almanache und Prognostiken aus den Jahren 1561 und 1563. Zegers Kalender sind die ersten selbstständigen Veröffentlichungen einer Frau in der Astronomie.

## Leben
Magdalena Zeger wurde um 1491 geboren, wie sich aus der Angabe auf ihrem Epitaph in Kolding ermitteln lässt, nach dem sie 1568 im 77. Lebensjahr starb. Über ihren Geburtsort und ihr Elternhaus ist nichts Näheres bekannt. Sie heiratete den Arzt Thomas Zeger, der aus dem Herzogtum Kleve stammte. Mit ihm hatte sie einen Sohn, Thomas Zeger den Jüngeren.
Das weitere Leben Magdalena Zegers war zunächst eng mit der Laufbahn ihres Ehemannes verbunden. Über Thomas Zegers frühe akademische Laufbahn ist wenig Sicheres bekannt. 1527 wurde er als erster Professor für Mathematik an die neu gegründete Universität Marburg berufen. Thomas Zeger begann um 1530 mit dem Schreiben von Kalendern und gab seine Kenntnisse der Astronomie wahrscheinlich an seine Frau weiter. Er wirkte als Stadtphysikus in Goslar und wurde 1531 als Physikus nach Hamburg berufen, wo er bis 1537 wirkte. Anschließend hielt er sich für kürzere Zeit in Husum auf, ehe er 1538 die Berufung zum Professor der Medizin an der Universität Kopenhagen erhielt. Bereits 1539 verließ er Kopenhagen wieder, als er Leibarzt des Mecklenburger Herzogs Heinrich V. wurde. Der Sohn von ihm und Magdalena Zeger, Thomas Zeger der Jüngere, wurde im selben Jahr an der Universität Rostock immatrikuliert. Über ihn sowie über weitere mögliche Kinder der Eheleute Zeger sind keine weiteren Informationen überliefert. Als der dänische König Christian III. Thomas Zeger 1542 zum Leibarzt berief, kehrte er als „Physicus & Mathematicus“ nach Kopenhagen zurück und starb dort 1544.
Irgendwann nach dem Tod ihres Mannes zog Magdalena Zeger nach Kolding in Ostjütland, möglicherweise im Gefolge von Königin Dorothea von Sachsen-Lauenburg, die zusammen mit ihrem Gatten Christian III. Schloss Koldinghus zur königlichen Wohnung ausbaute und nach seinem Tod 1559 dort ihren Witwensitz hatte. Hier verfasste Zeger Almanache und Prognostiken, die Johann Wickradt der Jüngere in Hamburg druckte. Es sind die ersten bekannten in Hamburg verlegten Kalenderdrucke. Erhalten sind die Ausgaben von 1561 und 1563. Darüber hinaus soll sie über viele Jahre Kalender für Dänemark aufgestellt haben, die allerdings nicht erhalten sind.
Magdalena Zeger starb am 16. Januar 1568 im Alter von 77 Jahren in Kolding. Als für ihre Kenntnisse in der Astronomie und Astrologie berühmte und auch wohlhabende Frau wurde sie in der dortigen St.-Nicolai-Kirche beigesetzt. Ihr Epitaph in der Sakristei der Kirche existierte bereits Mitte des 19. Jahrhunderts nicht mehr, der Text ist aber überliefert. Er erwähnt ihre Erfahrung in der Astronomie und der Fertigung von Almanachen und ihr Bekenntnis zum christlichen Glauben, das sie – wie auch andere Kalendermacher zu dieser Zeit – im Angesicht der kirchlichen Skepsis gegenüber den astrologischen Vorhersagen immer wieder bekräftigen musste:

„Hie ligt begraben die Tugentsame Frau Magdalena, des Hochgelarten
Medici, Seliger Thomae Zegeri, nachgelassene Wittwe; hat ein Christlich ehrlich leben gefürt und im selben uf den 16. Jan. des 68. Jars Ihres Alters aber
im LXXVII. Jar zu Coldingen mit vorhergehender Bekenis Ihres Christlichen
Glaubens darin Sie gantz Wolgegründet gewessen Gott Seliglich entschlaffen.
Sie war erfaren in der Astronomie: und weil Sie Almanach gemacht hat ist Sie
von Irem Beicht-Vater gefragt was Sie davon hielte ist befunden das Sie Irem
Christlichen Glauben zu wider nichts davon gehalten hat.“

Die Überlieferung des Textes geht auf den dänischen Historiker Otto Sperling den Jüngeren zurück, der um 1706 Magdalena Zeger in ein biographisches Verzeichnis von 1399 gelehrten Frauen aufgenommen hat.

## Wirken und Werke
Über Magdalena Zegers Bildung und Ausbildung ist nichts Genaues bekannt. Sie beherrschte die Grundbegriffe der Astronomie und wusste, wie und wozu sie welche astronomischen Berechnungen, zum Beispiel zur Kalkulation des Osterdatums, ausführen musste. Sie verfügte über historische und theologische Kenntnisse, die sie als bildende Zusätze in ihren Kalendern einbrachte. Ihre Lateinkenntnisse waren ausreichend, um Zitate und Literatur in lateinischer Sprache heranzuziehen. So bezieht sie sich in ihren Kalendern auf die astronomischen Werke des arabischen Gelehrten Rhazes, das Ptolemäus zugeschriebene Centiloquium und das Werk des Paracelsus’.
Als Frau konnte sie ihrerzeit weder eine höhere Schule noch eine Universität besucht haben. Ihre grundlegenden Kenntnisse in Mathematik und Latein verdankte sie daher entweder ihrem Elternhaus, über das nichts bekannt ist, oder aber ihrem Ehemann, der sie wohl auch die Kalenderherstellung lehrte. Wann Zeger genau begann, Kalender und Prognostiken zu erstellen, ist nicht bekannt.
Sie soll über Jahre hinweg einen jährlichen Kalender für Dänemark verfasst haben. Unklar ist, welcher Kalender gemeint ist und ob er für ganz Dänemark gültig war, da kein Exemplar eines dänischen Kalenders mit ihrem Namen erhalten ist. Erhalten sind Zegers Almanache und Prognostiken der Jahre 1561 und 1563, die sie für den Breitengrad Hamburgs berechnet hatte. Die Schriften wurden in Mittelniederdeutsch verfasst und in Hamburg gedruckt. Sie erschienen im Sedez-Format mit jeweils 16 Blatt. Anders als die kurzen lateinischen Prognostiken ihres Mannes richten sich Magdalena Zegers mit vielen belehrenden und theologischen Texten versehene niederdeutsche Schriften an das Bürgertum, das des Lesens, aber nicht unbedingt des Lateins kundig war.
Zegers Almanache und Prognostiken sind nur als Makulatur erhalten, das heißt, sie wurden für Einbände späterer Bücher wiederverwendet und um 1900 in der Universitätsbibliothek Rostock entdeckt. Daher ist das Papier der Größe des Einbandes entsprechend beschnitten, sodass Text verloren gegangen ist. Die vier Exemplare werden in den Sondersammlungen der Universitätsbibliothek Rostock aufbewahrt.
Beide Almanache sind gleich aufgebaut. Auf die Titelseite folgt zunächst ein Bekenntnis zum christlichen Glauben. Die nächste Seite erläutert die verwendeten astronomischen Symbole. Es folgen 12 Monatstafeln, die zuerst den Monat in Latein sowie Niederdeutsch und die Monatslänge nennen, z. B.: „Januarius Hardemaen. Hefft XXXI. Dage.“ Darunter stehen in Spalten zuerst die Tageszählung, in der zweiten Spalte die abgekürzten Wochentage, dann die Tagesheiligen und Feiertage, in der vierten Spalte die Tierkreiszeichen, danach die Mondphase und in der letzten Spalte die Wettervorhersage. Die Wochen trennt eine Zeile, die das entsprechende Sonntagsevangelium angibt. Unter den Monatstafeln nennt Zeger erwähnenswerte historische Ereignisse, z. B. das Ende des Täufereichs von Münster 1535, den Bauernkrieg 1525 oder die Hinrichtung Klaus Störtebekers 1401. Der Almanach für 1563 enthält außerdem kurze Hinweise zu der Sonnen- und Mondfinsternis des Jahres. Beide Almanache enden mit dem kurzen Kapitel „Van Aderlaten vnd Köppe Settende“, das den günstigsten Zeitpunkt für Aderlass und Schröpfen beschreibt.
Auch die Prognostication edder Practica von 1561 und die Practica von 1563 sind ähnlich aufgebaut. In beiden folgt auf die Titelseite ein christliches Bekenntnis. Die Prognostication von 1561 beschreibt zunächst allgemein die Stellung der Planeten und der Sonne in den Tierkreiszeichen sowie den Eintritt der Sonne in den Widder, der „vele gudes“ bedeutet. Daraufhin nennt sie die Sonne, Jupiter und Venus als Jahresregenten und betont, dass diese „nicht vth sick sulue eren egen Krefften edder wercken Sunder vth Gades macht“ (= „nicht selbst aus ihren eigenen Kräften oder Wirken, sondern aus Gottes Macht“) die Geschicke dieses Jahres beeinflussen. In der Practica von 1563 folgen auf das Bekenntnis zwei Horoskopfiguren für den Vollmond am 2. September und für die Große Konjunktion zwischen Jupiter und Saturn am 16. September, zu der Zeger voraussagt, dass dieses Ereignis für den frommen Christen „gar keine vorschreckinge ys, sunder eine grote froewde in vnsern herten, wen sodans gescheen schal, wente wy werden seen kamen in groter krafft vnd herlicheit, vnser schepper vnde Erlöser“ (= „gar kein Schrecken ist, sondern eine große Freude in unseren Herzen, wenn es sodann geschehen soll, denn wir werden in großer Kraft und Herrlichkeit unseren Fährmann und Erlöser kommen sehen“). Die Practica geht danach auf die Sonnenfinsternis am 20. Juni 1563 und die Mondfinsternis am 5. Juli 1563 ein und macht kurze Vorhersagen zu ihrer Bedeutung, die aber durch Textverlust nicht erhalten sind. Der nächste Abschnitt beider Schriften „Van den veer Quarteren desses Jares“ ist die astrologische Vorhersage der vier Jahreszeiten in Hinblick auf Gesundheit, Krieg, Frieden und das Wetter. Es folgen die Kapitel „Van frede vnde Kryge“ mit Vorhersagen dazu und „Van den Koeplueden“ sowie „Van den Schiplueden“, die beide Voraussagen für Kaufleute und Schiffsbesatzungen geben. In der Prognostication von 1561 schließt sich das Kapitel zu den „Nodtorfften desses Jares“ und „Van Kranckheiden desses Jars“ an. Die „Nodtorfft“, also das Auskommen, prognostiziert Zeger für das Jahr 1561 als sehr vielversprechend, vor allem für die Menschen, „De im Osten liggen“. Das letzte und umfangreichste Kapitel in beiden Ausgaben „Van den XXI. Lichten desses yars“ sagt für alle Monate des Jahres die Witterung anhand der Mondphasen voraus.
Magdalena Zegers Kalender aus den Jahren 1561 und 1563 sind für die Wissenschaftsgeschichte von Bedeutung, da sie die ersten selbständigen Veröffentlichungen einer Frau in der Astronomie darstellen. Daher kann Zeger auch als eine der ersten Frauen gelten, die Schriften in den Naturwissenschaften allgemein herausbrachte. Erst im 17. Jahrhundert ist mit Salome Schimpfer eine weitere Kalendermacherin bekannt. Die Ausstellung Astronominnen: Frauen die nach den Sternen greifen im Frauenmuseum Bonn würdigte die astronomische Arbeit Zegers anlässlich des Internationalen Jahres der Astronomie 2009.

## Schriften
Der Almanach und das Prognostikon für das Jahr 1561 ist in folgenden Drucken erhalten:
- Almanach vnd Practica Mag=dalenen / Der nagelaten We-dewen Seeliger gedechtenisse / Doctoris Thomae Zegeri. Vppet Jaahr. M.D.LXI., Hamburg: Wickradt, Johann d. J., 1560. UB Rostock Signatur: LIIb-3206.1, auch VD16 Z 212
- Prognostica=tion edder Practica Magdalenen / Der nagelatenen Wedewen / seeliger gedechtenisse / Doctoris Thomae Zegeri / Gecalculert vpt jaar Anno M.D.LXI, Hamburg: Wickradt, Johann d. J., 1561. UB Rostock Signatur: LIIb-3206.2, auch VD16 Z 215

Der Almanach und das Prognostikon für das Jahr 1563 ist in folgenden Drucken erhalten:
- Almanach vnd Practica Mag=dalenen / der nagelaten We=dewen / Seeliger gedechtenisse / Doctoris Thomae Zegeri / Vppet Jaar M.D.LXIII, Hamburg: Wickradt, Johann d. J., 1562. UB Rostock Signatur: LIIb-3206.3, auch VD16 Z 213
- Practica Magdalenen / Der nagelatenen Wedewen / seeli=ger gedechtenisse / Doctoris Thome Zegeri / Gecalculert vpt jar M.D.LXIII., Hamburg: Wickradt, Johann d. J., 1560. UB Rostock Signatur: LIIb-1243(3).82, auch VD16 Z 214

### Artikel
- Jürgen Hamel: Magdalena Zeger und ihre astronomischen Arbeiten 1561/1563. In: Hartmut Hecht, Regina Mikosch, Ingo Schwarz, Harald Siebert, Romy Werther (Hrsg.): Kosmos und Zahl: Beiträge zur Mathematik- und Astronomiegeschichte, zu Alexander von Humboldt und Leibniz (= Boethius. Band 58). Franz Steiner, Stuttgart 2008, ISBN 978-3-515-09176-3, S. 425–446.
- Jürgen Hamel: Magdalena Zeger (ca. 1491-1568). Vorhersagen auf Plattdeutsch. In: Marianne Pitzen, Ulrike Tscherner-Bertoldi (Hrsg.): Astronominnen: Frauen die nach den Sternen greifen. Frauenmuseum, Bonn 2010, ISBN 978-3-940482-30-3, S. 36–39.
- Klaus-Dieter Herbst: Die Kalendermacher – Namen, Leumund, sozialer Status. In: Schreibkalender und ihre Autoren in Mittel-, Ost- und Ostmitteleuropa (1540–1850) (= Astrid Blome, Holger Böning, Michael Nagel [Hrsg.]: Presse und Geschichte – Neue Beiträge. Band 124). edition lumière, Bremen 2018, ISBN 978-3-943245-91-2, S. 19–44 (uni-bremen.de [PDF]).
- Anna-Pia Pöppel: Eröffnetes Cabinet Deß Gelehrten Frauen-Zimmers / Darinnen Die Berühmtheiten dises Geschlechts umbständlich vorgestellt werden. Zusammengestellt und erläutert von Anna-Pia Pöppel. In: Feministische Studien. Band 4, Nr. 1, 1985, S. 107–129, doi:10.1515/fs-1985-0110.

### Lexikoneinträge
- Albert Thura: Magdalena Uxor (...) D. Thomae Zegeri. In: Gynaeceum Daniae Litteratum. Jonam Korte, Altona 1732 (Latein, digitale-sammlungen.de).
- Peter Paul Finauer: Zegerin, Magdalena. In: Allgemeines Historisches Verzeichniß gelehrter Frauenzimmer. Band 1. Johann Christoph Meyer, München 1761, S. 222 f. (archive.org). (= DBA I 1405,324).
- Klaus-Dieter Herbst: Zeger, Magdalena. In: Biobibliographisches Handbuch der Kalendermacher von 1550 bis 1750 (= Acta Calendariographica/Forschungsberichte. Band 9). Band 4. HKD, Jena 2020, ISBN 978-3-941563-24-7 (uni-bremen.de).
- Christian Gottlieb Jöcher: Zegerin (Magdal.). In: Allgemeines Gelehrten-Lexicon. Band 4. Johann Friedrich Gleditsch, Leipzig 1751, Sp. 2165 (google.de). (= DBA I 1405,323).
- Johann Moller: Magdalena Zegeria. In: Cimbria Literata. Sive Scriptorum Ducatus Utriusque Slesvicensis Et Holsatici. Band 2. Orphanotrophius Regius, Kopenhagen 1744 (Latein, digitale-sammlungen.de).
- Johann Christian Poggendorff: Zeger, Magdalena. In: Biographisch-literarisches Handwörterbuch zur Geschichte der exacten Wissenschaften. 2 (M–Z). Johann Ambrosius Barth, Leipzig 1863, Sp. 1400 (archive.org).